# Metronidazol
Metronidazol (łac. metronidazolum) – należący do chemioterapeutyków lek z grupy pochodnych nitroimidazolu. Wykazuje działanie pierwotniakobójcze oraz bakteriobójcze wobec drobnoustrojów beztlenowych.
Stosowany w zakażeniach pierwotniakami: Entamoeba histolytica, Trichomonas vaginalis i Giardia lamblia oraz w zakażeniach bakteriami beztlenowymi, a także Helicobacter pylori i Gardnerella vaginalis. Stosuje się go też przeciwko nużeńcom Demodex folliculorum i Demodex brevis, jednak skuteczność takiej terapii jest niska – 10%.

## Spektrum działania
- beztlenowe pałeczki z grupy Bacteroides fragilis
- beztlenowe laseczki Gram-dodatnie
- beztlenowe ziarenkowce Gram-dodatnie i Gram-ujemne
- Campylobacter
- Helicobacter pylori
- Gardnerella vaginalis
- Trichomonas vaginalis
- Entamoeba histolytica
- Giardia lamblia
- Mycoplasma hominis
- Bacteroides spp.
- Encephalitozoon cuniculi

## Mechanizm działania
Mechanizm działania metronidazolu i innych pochodnych 5-nitroimidazolu związany jest z redukcją grup nitrowych, co prowadzi do powstania pochodnych cytotoksycznych (reaktywne rodniki). Formy zredukowane powstają wewnątrz komórek przy udziale ferrodoksyny – białka transportującego elektrony występującego jedynie w organizmach z metabolizmem beztlenowym lub ubogim w tlen.
Zredukowana forma leku działa na drobnoustrojowy DNA, powodując przerwanie łańcucha i śmierć komórki.

## Wskazania
Oprócz zastosowania w leczeniu zakażeń pierwotniakowych metronidazol jest szeroko stosowany w zakażeniach z udziałem bakteryjnej flory beztlenowej (w skojarzeniu z antybiotykami β-laktamowymi lub aminoglikozydowymi).
- choroby wywołane przez pierwotniaki:
  - Trichomonas vaginalis
  - Giardia lamblia
  - Entamoeba histolytica
- eradykacja Helicobacter pylori w chorobie wrzodowej żołądka i dwunastnicy (w skojarzeniu z innymi lekami)
- rzekomobłoniaste zapalenie jelita grubego
- sepsa
- zachłystowe zapalenie płuc
- ropień wątroby, mózgu, płuc
- zakażenia w obrębie jamy brzusznej
- niespecyficzne zapalenie pochwy
- zapalenie otrzewnej
- zakażenia w obrębie miednicy mniejszej
- w profilaktyce:
  - perforacja wyrostka robaczkowego
  - zakażenia w obrębie jamy brzusznej
  - operacje ginekologiczne, chirurgiczne, stomatologiczne
- choroby skóry:
  - trądzik różowaty
  - wyprysk łojotokowy
  - mieszane zakażenia skóry twarzy
  - okołowargowe zapalenie skóry
- ropnie zębopochodne
- pomocniczo w radioterapii nowotworów złośliwych (zwiększa wrażliwość niedokrwionych komórek nowotworowych na promieniowanie jonizujące)[1]
- w weterynarii: leczenie ryb tropikalnych zakażonych wiciowcami, leczenie królików z objawowym zakażeniem Encephalitozoon cuniculi

Metronidazol stosowany jest także profilaktycznie po chirurgicznych zabiegach na jelitach.

## Przeciwwskazania
- poważne i czynne choroby OUN
- choroby układu krwiotwórczego
- ciężkie zaburzenia czynności wątroby

Metronidazol, według Klasyfikacji FDA ryzyka stosowania leków w czasie ciąży, należy do kategorii B. Oznacza to, że w badaniach na zwierzętach nie wykazano jego szkodliwego działania dla płodu, jednak wpływ na ciążę człowieka nie jest potwierdzony w badaniach klinicznych. W związku z tym metronidazol jest przeciwwskazany w I trymestrze czasu ciąży.

## Działania niepożądane
Mogą wystąpić:
- brak łaknienia
- metaliczny posmak w ustach
- nudności, wymioty
- zapalenie języka
- odczyny alergiczne:
  - pokrzywka
  - osutki polekowe
  - świąd
- bóle i zawroty głowy
- objawy padaczkopodobne
- leukopenia
- czasem obwodowe neuropatie
- potencjalne działanie mutagenne
- zapalenie szyjki macicy lub pochwy wywołane drożdżakami (przy stosowaniu dopochwowym)
- plamienie z pochwy
- po podaniu dożylnym może wystąpić zapalenie żyły[1]

## Dawkowanie
Dawkę ustala lekarz. Wysokość dawki i czas kuracji zależy od typu i nasilenia infekcji.
Tabletki w leczeniu rzęsistkowicy u kobiet i mężczyzn 250 mg rano i wieczorem (jednocześnie leczenie dopochwowe). W rzęsistkowicy cewki moczowej 2000 mg jednorazowo łącznie z leczeniem miejscowym.
W zakażeniach beztlenowcami i w stanach przed i pooperacyjnych 750 jednorazowo, a następnie 500 mg co 8 godzin.
Tabletki dopochwowe stosuje się przez 10 kolejnych dni – 1 tabletka na noc. Lek można stosować w czasie miesiączki.
Czopki stosuje się doodbytniczo – dorośli – 1 czopek 1000 mg co 8 godzin; dzieci od 2-5 roku życia 250 mg dziennie; dzieci od 6–12 lat 375 mg dziennie.
Profilaktycznie na 24 godziny przed zabiegiem 2000 mg jednorazowo. Po zabiegu 250 mg 3 razy dziennie przez 7 dni.
Już po paru dniach następuje wyraźna poprawa zdrowia, nie oznacza to jednak, że można zakończyć kurację. W celu uniknięcia nawrotu infekcji należy przepisaną przez lekarza kurację doprowadzić do końca.
Zastrzyki wykonuje wyłącznie służba zdrowia, która udziela bliższych informacji o leku.

## Preparaty[1]
- preparaty proste:
  - Arilin Rapid (DR Wolff)
  - Metronidazol (GlaxoSmithKline); (Jelfa); (Polpharma)
  - Metrosept (ICN Polfa Rzeszów)
  - Rozex (Galderma)
  - Grinazole (Septodont)
- preparaty złożone:
  - Gynalgin (ICN Polfa Rzeszów) 250 mg metronidazolu i 100 mg chlorchinaldolu
  - Klion D (Richter Gedeon) 500 mg metronidazolu i 150 mg mikonazolu